# Shizuka Kamei
Pour les articles homonymes, voir Kamei.
Shizuka Kamei (亀井 静香, Kamei Shizuka), né le 1er novembre 1936, est un homme politique japonais.
De 2009 à 2012, il est à la tête du Nouveau Parti du peuple (国民新党, Kokumin Shintō).